# 松永敏宏
松永 敏宏（まつなが としひろ、1962年1月11日 - ）は、 日本の元ラグビー選手及び同指導者で、現在は株式会社FMI代表取締役。

## プロフィール
- 大阪府羽曳野市出身。
- 現役時代のポジションは主にセンター(CTB)。
- 日本代表キャップは2。

## 来歴
天王寺高校時代、ラグビー部の主将を経験。また、高校日本代表選手にも選出された。大学受験では、京都大学にも合格したが、『タイガージャージ』への憧れを理由に慶應義塾大学商学部へ入学。ラグビー部でも1984年度の主将を務め、同年度、慶應は関東大学ラグビー対抗戦グループで全勝優勝。そして全国大学ラグビーフットボール選手権大会でも決勝に進出し、同大会3連覇を狙う同志社と対戦。ノーサイド直前、松永からフルバックの村井大次郎にパスが渡り、村井がそのままインゴールに飛び込んで同点トライになったかに思われたが、レフェリーがスローフォワードの判定をしたため、「幻のトライ」に終わり、その後同志社の3連覇が決まった。
卒業後は横河電機に入社。1985年の日本代表フランス遠征のメンバーに選出され、フランス代表戦に2試合とも出場し、キャップ2を獲得した。その後プルデンシャル生命等を経て、現在は上記の通り、株式会社FMI代表取締役。また、2005年度シーズンから2年間、慶應大学の監督を務めた。